# Hyphantria
Hyphantria is een geslacht van vlinders van de familie spinneruilen (Erebidae), uit de onderfamilie Arctiinae.

## Soorten
- H. cunea (Drury, 1773)
- H. orizaba Druce, 1897
- H. panoezys Dyar, 1916
- H. penthetria Dyar, 1912
- H. pictipupa Fitch, 1857